# Sophie & Virginie
Sophie & Virginie är en fransk tecknad tv-serie från 1990-talet. Serien pågick i 2 säsonger med 52 avsnitt och handlar om två syskon vid namn Sophie och Virginie. Introlåten framförs av Dorothée. 

## Handling
Säsong 1
Den första säsongen börjar med att deras föräldrar dör i en flygolycka när de ska resa ner till Afrika. De två syskonen får då flytta till ett barnhem. Där bor de på två olika avdelningar och får inte lov att träffa varandra. Till slut visar det sig att deras föräldrar inte dog i en flygolycka, utan att de i själva verket har blivit kidnappade. I säsong 1 får vi följa de två syskonens kamp för att hitta sina föräldrar och lösa mysteriet på varför de blev kidnappade. De får även vänner på vägen som hjälper dem. 
Säsong 2
Den andra säsongen handlar om att de åker ner på en resa till Afrika frivilligt. Men det slutar med att de hamnar i ett nytt mysterium.

## Sophie & Virginie i Sverige
Serien visades med svenskt tal på Fox Kids och TV3. 

## Avsnitt

### Säsong 1
1. Une journée surprenante
2. Seules
3. Le départ
4. Sophie
5. Une visite mystérieuse
6. Fausse piste
7. Une double chance
8. Un nouveau professeur
9. Un vent nouveau
10. Déception
11. Deux ombres dans la nuit
12. Le cadeau de Madame Lassart
13. La reine de la fête du vin
14. Un petit ange passe
15. Des nouvelles d'Afrique
16. Une nuit à Marseille
17. Le printemps dans le cœur
18. Julien disparaît
19. Une invitation de Lyon
20. Une ombre noire
21. Le piège est tendu
22. La magie noire africaine
23. Rendez-vous manqué
24. Si près l'un de l'autre
25. Ultime réunion
26. Le retour

### Säsong 2
1. Une réunion de famille
2. L'annonce
3. Premiers pas en Afrique
4. Le nouveau guide
5. L'homme ensorcelé
6. Nuit dans la jungle
7. Une aide inespérée
8. La découverte
9. Les secrets des crânes
10. Découverte et danger
11. Le grand aigle
12. La terrible rencontre
13. Nouveaux amis, vieux amis
14. Un village dangereux
15. Le plan de Frédéric
16. La nuit la plus sombre
17. D'un cauchemar surgit
18. Voyage vers le maître
19. Le visage derrière le masque
20. L'évasion
21. La course éperdue
22. Le sacrifice
23. Sans retour
24. Dernier espoir
25. Sophie revient
26. Le combat final